# Jolene Marie Rotinsulu
Jolene Marie Cholock Rotinsulu, född 15 maj 1996 i Santa Ana i Kalifornien i USA, är en indonesisk-amerikansk skådespelare, fotomodell och vinnare av skönhetstävlingen Puteri Indonesia 2019. Hon representerade Indonesien vid Miss International 2019.

## Biografi
Jolene Marie föddes i USA och har en indonesisk-holländsk far och en amerikansk mor. Familjen flyttade tidigt till Indonesien där de bosatte sig i Manado, Sulawesi Utara. Hon talar flytande bahasa indonesia, engelska och nederländska. Jolene Marie har medverkat i TV-serier som "K2BU Beauty, Miss Celebrity Indonesien 2010" och dramaserien "Mengejar Cinta Olga 5 (Story of Olga)", "4 Kembar, 2 Raksasa & Bunda Bidadari", "Oh Ternyata The Series". Hon har också medverkat i filmer som "I AM HOPE" (2016).

## Miss International
Jolene Marie har deltagit i Miss Indonesien-tävlingen två gånger och vann på andra försöket med titeln Miss International Indonesia 2019. Finalen hölls den 20 november 2019 i Tokyo, Japan.